# Kolejka (gra planszowa)
Kolejka – gra planszowa opracowana i wydana przez Instytut Pamięci Narodowej, przedstawiająca realia życia codziennego w Polskiej Rzeczypospolitej Ludowej i trudności w codziennej aprowizacji. Premiera miała miejsce w lutym 2011, a cały nakład wyprzedano w kilka dni. Gra jest dostępna również w angielskiej wersji językowej.

## Zasady gry
Gra określana jest jako towarzyska, ekonomiczna, edukacyjna i polityczna. Przeznaczona jest dla graczy w wieku od 12 lat, a czas gry wynosi około godziny. Gra wykorzystuje mechanikę zarządzania ręką, zbiorów zasobów, wzajemnego zniszczenia i zajmowania pól akcji. Jej poziom trudności określany jest na 2.05 w pięciopunktowej skali. Producentem gry jest przedsiębiorstwo Trefl.
Gra przeznaczona jest dla od 2 do 5 graczy. Mają oni za zadanie udać się do sklepów na planszy i dokonać wszystkich zakupów z wylosowanej listy. Gracze ustawiają się w kolejkach i czekają na dostawę towaru. W miarę upływu czasu okazuje się, że towaru starczy tylko dla niektórych klientów. Zasady zakupów określają losowe karty, takie jak „matka z dzieckiem na ręku”, „towar spod lady”, „pan tu nie stał” i podobne. Gracze mają za zadanie zakup kilku spośród 60 oryginalnych towarów z epoki PRL, takich jak woda Przemysławka, czy herbata popularna. Gracze mogą, zamiast kupować w sklepie, zaopatrzyć się na bazarze, co kosztuje ich o wiele drożej. Do gry wydano specjalny dodatek „Ogonek” zawierający rozszerzenie dla szóstego gracza i zmianę pewnych realiów gry (np. codzienne komunikaty Trybuny Ludu).

## Autorzy
Gra powstała w Biurze Edukacji Publicznej Instytutu Pamięci Narodowej. Autorem jest Karol Madaj, a oprawę merytoryczną opracował dr Andrzej Zawistowski. Grę w warstwie graficznej opracowały Natalia Baranowska i Marta Malesińska.
W latach 2011–2014 na rynku ukazało się 8 edycji, w tym wersje międzynarodowe w językach: angielskim, niemieckim, japońskim, rosyjskim, hiszpańskim, francuskim i rumuńskim. Łączny nakład gry przekroczył 90 tys. egzemplarzy. W 2012 Kolejka uzyskała tytuł gra roku.

## Historia
Gra „Kolejka” została wybrana przez ekspertów z zakresu gier planszowych „grą roku 2012” jako pierwsza gra, która została zaprojektowana w Polsce.
W 2011 ukazał się także Ogonek – dodatek do gry planszowej Kolejka, który zawiera: zestaw dla szóstego gracza, karty do sklepu monopolowego, karty „Trybuna Ludu” i dodatkowe karty kolejki.
W 2014 IPN sprzedał licencję na grę, podając jako przyczynę problemy z czasową organizacją dostaw gry, która często była niedostępna, mimo dużej popularności w Polsce i za granicą. Od 2014 roku wydawcą gry jest firma Trefl SA.